# 마쓰다이라 노부카즈

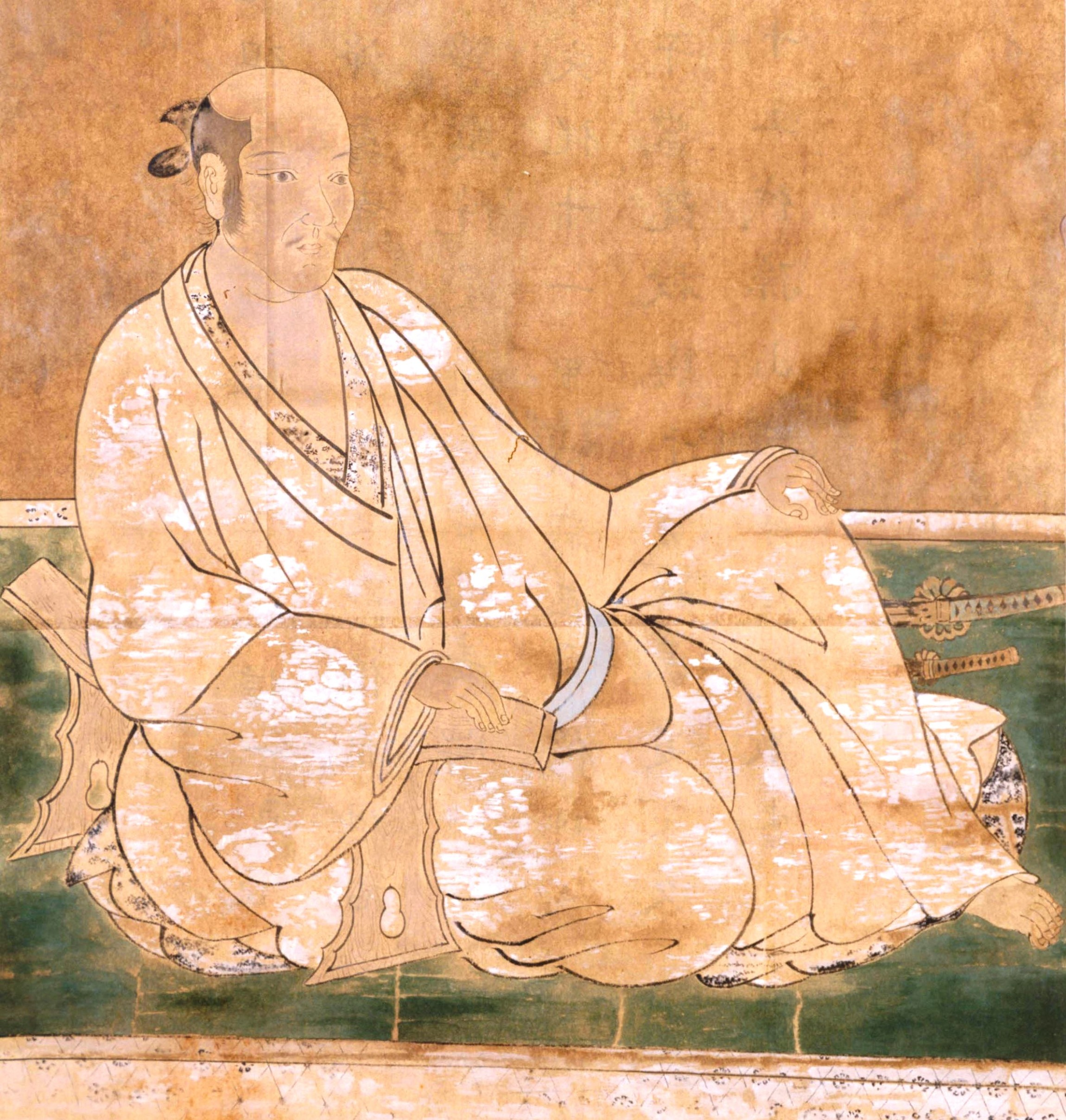
마쓰다이라 노부카즈

마쓰다이라 노부카즈(일본어: 松平信一, 1539년 ~ 1624년 7월 16일)는 센고쿠 시대부터 에도 시대 초기의 무장, 다이묘이다. 히타치 쓰치우라 번 초대 번주를 지냈다. 후지이 마쓰다이라 가(藤井松平家嫡流) 제2대 당주.
노부카즈는 마쓰다이라 도시나가(마쓰다이라 나가치카의 5남)의 장남으로 태어났다. 마쓰다이라 종가 당주 마쓰다이라 기요야스는 노부카즈의 사촌형이다.
| 전임 마쓰다이라 도시나가 | 제2대 후지이 마쓰다이라 가 당주 1560년 ~ 1604년 | 후임 마쓰다이라 노부요시 |

|  | 제1대 쓰치우라 번 번주 (후지이 마쓰다이라 가) 1600년 ~ 1604년 | 후임 마쓰다이라 노부요시 |